# 2012年2月英國

## 2月28日
- 倫敦市城管人員在警方的支援下進駐聖保羅座堂外的空地，驅散和清理連日來參與「佔領倫敦」行動的反資本主義示威者和他們的雜物，行動中移走不少示威者居住的帳篷，大部份示威者在清場過程中和平散去，但警方仍拘捕約20名滋事份子。「佔領倫敦」行動自2011年10月15日展開，至上周高等法院頒令當局有權清場，示威者的上訴申請隨後遭上訴法院駁回。BBC （页面存档备份，存于）
- 女皇陛下稅務海關總署指巴克萊銀行旗下兩個投資計劃涉嫌避稅達5億英鎊。分析指政府的行動罕見，而本身曾在2009年簽署銀行業操手守則的巴克萊銀行也因事件而處於尷尬局面，不過分析相信巴克萊最終可能只需補交其中1.5億英鎊的稅款。BBC （页面存档备份，存于）

## 2月14日
- 政府最新數字顯示，反映通漲的消費者物價指數由2011年12月的百分之4.2顯著回落至2012年1月的百分之3.6，涵蓋按揭利率供款的零售物價指數也由原來的百分之4.8降至百分之3.9。分析認為，聯合政府雖然在2011年把增值稅由百分之17.5%調升至百分之20，但有關增幅對通漲的影響已經消退。BBC （页面存档备份，存于）
- 女皇陛下稅務海關總署入稟蘇格蘭高等民事法院，要求接管格拉斯哥流浪足球會。格拉斯哥流浪近年累積欠下逾5,500萬英鎊債務，稅務海關總署為其中4,900萬英鎊的債權人。BBC （页面存档备份，存于）

## 2月13日
- 唐寧街首相府發言人表示，聯合政府將會檢討現行公營機構向高層發放花紅的安排是否「合乎原意」，有關的檢討將涵蓋皇家郵政和氣象台等由政府擁有的公用企業和營運基金部門。外界相信政府是要回應有公職人士獲得鉅額花紅後所引起的爭議。BBC （页面存档备份，存于）
- 倫敦一名56歲男子在本年1月於清福德一個公園放狗時，狗隻咬傷一名6歲女童的頸部，該名男子在泰晤士裁判司署被控違反《1991年危險狗隻法令》罪名成立，被裁判司判監12個星期，但獲准緩刑兩年，改為未來10年禁制飼養寵物、未年六星期每晚八時至翌日早上七時實施宵禁令、未來12個月進行200小時社會服務、賠償450英鎊、以及把咬傷女童的狗隻作人道毀滅。BBC （页面存档备份，存于）

## 2月12日
- 文化大臣侯俊偉出席英國廣播公司的電視清談節目，談及近日英格蘭超級足球聯賽的賽事中發生數宗涉及種族歧視的事件，他強調政府和足球界均絕不容忍種族主義，他將與英揆大衛·卡梅倫進一步談論事件。BBC （页面存档备份，存于）
- 文化大臣俟俊偉在同一節目中表示，公眾期望由一個獨立於政府的機構加強對傳媒的監管，新的規管機構「一定要得到公眾的信心」。他強調無人希望「由國家監管傳媒」，但有必要引入比目前「更強化的制度」。BBC （页面存档备份，存于）

## 2月6日
- 英國各地有活動慶祝現年85歲的英女皇伊利沙伯二世登基鑽禧周年紀念，女皇駕臨諾福克郡一所小學參觀，倫敦海德公園和倫敦塔則分別鳴砲41響和62響致意，蘇格蘭愛丁堡的愛丁堡城堡也鳴放21響皇家禮砲致敬，同時標誌著全年一連串的大型慶祝活動陸續展開。60年前同一天，先皇喬治六世駕崩，終年56歲。BBC （页面存档备份，存于）、BBC （页面存档备份，存于）、BBC （页面存档备份，存于）
- 英揆大衛·卡梅倫對女皇60年來的統治給予高度評價，認為女皇作出宏大的貢獻，希望藉著登基鑽禧周年紀念對女皇的「經驗、莊嚴和沉靜的權威」予以肯定。卡梅倫是第12位服侍女皇的英國首相，首位是邱吉爾爵士。BBC （页面存档备份，存于）

## 2月4日
- 英國廣泛地區持續受暴風雪吹襲，目前主要受影響的地區包括蘇格蘭南部、西密德蘭和東北英格蘭等地，氣象台已經向英國大部份地區發出惡劣天氣警告，並預料包括倫敦在內的英格蘭中部、東部和南部都即將受暴風雪吹襲，屆時積雪會厚達5至10厘米。暴風雪導致全國陸路、鐵路和航空交通大受影響，英國機場管理局宣佈取消希思羅機場本周日三分一航班。BBC （页面存档备份，存于）
- 自民黨籍能源大臣禤傑思日前辭職，回應執法機關以妨礙司法公正的罪名，刑事起訴他在2003年一宗超速駕駛事件中涉嫌由其妻頂包的案件。禤傑思在2010年被揭發有婚外情後，其妻在同年提出離婚，並在2011年公開頂包事件。有自民黨議員認為禤傑思的辭職對聯合內閣是一個損失。BBC （页面存档备份，存于）

## 2月2日
- 曾競逐工黨黨魁的前外相文禮彬在報章撰文，在讚揚現任黨魁和其胞弟文立彬表現的同時，認為工黨要「時刻重新思考」，而不是「深化」固有的思維和想法。BBC （页面存档备份，存于）
- 人境事務部長達米安·格林出席電台節目時表示，來自非歐盟地區的新移民有責任「促進英國的生活質素」，又認為英國不再需要更多「中層經理」和非技術勞工，他建議政府長衰要加強對移民的篩選，包括只選擇一些每年收入高於31,000英鎊的高收入移民。BBC （页面存档备份，存于）

| 依月份排列新聞動態 |
| \| - 2014年英國：1月 - 2月 - 3月 - 4月 - 5月 - 6月 - 7月 - 8月 - 9月 - 10月 - 11月 - 12月 - 2013年英國：1月 - 2月 - 3月 - 4月 - 5月 - 6月 - 7月 - 8月 - 9月 - 10月 - 11月 - 12月 - 2012年英國：1月 - 2月 - 3月 - 4月 - 5月 - 6月 - 7月 - 8月 - 9月 - 10月 - 11月 - 12月 - 2011年英國：1月 - 2月 - 3月 - 4月 - 5月 - 6月 - 7月 - 8月 - 9月 - 10月 - 11月 - 12月 - 2010年英國：1月 - 2月 - 3月 - 4月 - 5月 - 6月 - 7月 - 8月 - 9月 - 10月 - 11月 - 12月 - 2009年英國：1月 - 2月 - 3月 - 4月 - 5月 - 6月 - 7月 - 8月 - 9月 - 10月 - 11月 - 12月 - 2008年英國：1月 - 2月 - 3月 - 4月 - 5月 - 6月 - 7月 - 8月 - 9月 - 10月 - 11月 - 12月 檢閱 \| |
| - 2014年英國：1月 - 2月 - 3月 - 4月 - 5月 - 6月 - 7月 - 8月 - 9月 - 10月 - 11月 - 12月 - 2013年英國：1月 - 2月 - 3月 - 4月 - 5月 - 6月 - 7月 - 8月 - 9月 - 10月 - 11月 - 12月 - 2012年英國：1月 - 2月 - 3月 - 4月 - 5月 - 6月 - 7月 - 8月 - 9月 - 10月 - 11月 - 12月 - 2011年英國：1月 - 2月 - 3月 - 4月 - 5月 - 6月 - 7月 - 8月 - 9月 - 10月 - 11月 - 12月 - 2010年英國：1月 - 2月 - 3月 - 4月 - 5月 - 6月 - 7月 - 8月 - 9月 - 10月 - 11月 - 12月 - 2009年英國：1月 - 2月 - 3月 - 4月 - 5月 - 6月 - 7月 - 8月 - 9月 - 10月 - 11月 - 12月 - 2008年英國：1月 - 2月 - 3月 - 4月 - 5月 - 6月 - 7月 - 8月 - 9月 - 10月 - 11月 - 12月 檢閱       |